# Cho Jung-tai
Dans ce nom chinois, le nom de famille, Cho, précède le nom personnel Jung-tai.
Pour les articles homonymes, voir Cho.
Cho Jung-tai (chinois traditionnel : 卓榮泰 ; pinyin : Zhuō Róngtài), né le 22 janvier 1959 à Taipei, est un homme d'État taïwanais, Premier ministre de Taïwan depuis le 20 mai 2024.

## Jeunesse
Né en 1959, Cho Jung-tai étudie à l'université Soochow, ainsi qu'à l'université nationale Chung Hsing (en) où il est diplômé d'un Bachelor of Laws,.

## Carrière politique
Cho Jung-tai entre en politique en 1987, travaillant tout d'abord en tant qu'assistant auprès du conseil de la municipalité de Taipei.
En 1999, il est élu au Yuan législatif, auprès duquel il est membre jusqu'en 2004, date à laquelle il est nommé député secrétaire général auprès du président de la république Chen Shui-bian. Il exerce en tant que secrétaire-général de cabinet de septembre 2005 à janvier 2006, puis de septembre 2017 à décembre 2018.
Il préside le Parti démocrate progressiste de janvier 2019 à mai 2020, date à laquelle la présidente de la république Tsai Ing-wen lui succède.
Après sa victoire à l'élection présidentielle de 2024, le président élu Lai Ching-te choisit Cho Jung-tai comme Premier ministre, en d'autres termes le président du Yuan exécutif,. Il entre en fonction le 20 mai 2024.